# Poropuntius heterolepidotus
Poropuntius heterolepidotus är en fiskart som beskrevs av Roberts, 1998. Poropuntius heterolepidotus ingår i släktet Poropuntius och familjen karpfiskar. IUCN kategoriserar arten globalt som otillräckligt studerad. Inga underarter finns listade i Catalogue of Life.